# روی کراس (بازیکن فوتبال)
روی کراس (انگلیسی: Roy Cross؛ زادهٔ ۴ دسامبر ۱۹۴۷) بازیکن فوتبال اهل بریتانیا است.
از باشگاه‌هایی که در آن بازی کرده‌است می‌توان به باشگاه فوتبال نانیتون تاون، باشگاه فوتبال پورت ویل و باشگاه فوتبال والسال اشاره کرد.